# HD 107543
HD 107543，又名CP-55 5019，SAO 239880、HR 4702，是一颗恒星，视星等为5.92，位于銀經298.83，銀緯6.26，其B1900.0坐标为赤經12h 16m 33.5s，赤緯-55° 6.26′ 10″。